# Gagrai-hegység
A Gagrai-hegység (másképp: Gagra- vagy Gagrszkij-hegység; grúzul: გაგრის ქედი; oroszul: Гагрский хребет) a Nagy-Kaukázus főgerincétől délre, nagyobb részben Abházia északnyugati részén, kisebb részben Oroszország Krasznodari határterületén található hegység.
A hegység két folyóvölgy között húzódik, nyugaton a Pszou, keleten a Bzib határolja. Délen a hegység lába a Fekete-tenger partjáig fut le. Északkeleten a Mzimta folyó völgye határolja. Legmagasabb csúcsa a 3257 m magas Agepszta. A hegység főleg mészkőből áll, és lomblevelű erdők, valamint tűlevelű erdők borítják. Feljebb szubalpesi és alpesi vegetáció váltja. A hegységből ered a Gega, a Hasupsze, a Szandripsi és a Rica-tó lefolyása, a Jupsara. A Bzib, a Gega és a Jupsara völgyén keresztül hegyi út vezet a Rica-tóhoz. A hegységben található a Föld legmélyebb ismert barlangja, a Verjovkina-barlang.